# Надір Рустамлі
Надір Рустамлі (нар. 8 липня 1999) — азербайджанський співак, переможець конкурсу Голос Азербайджану. Обраний представником своєї країни на Пісенному конкурсі Євробачення 2022. У 2019 році представляв Азербайджан на Міжнародному пісенному конкурсі Youthvision, де посів друге місце серед 21 країни.

## Біографія
Надір Рустамлі народився 8 липня 1999 року в місті Сальян, Азербайджан. У 2005—2016 роках навчався у ЗОШ № 3 Салянської області. У 2016 році Рустамлі був прийнятий до Азербайджанського університету туризму та менеджменту, який закінчив у 2021 році. Музикою співак почав займатися ще в дитинстві. У шкільні часи 7 років навчався на фортепіано та сольфеджіо в музичній школі імені Гулу Аскерова.

## Кар'єра
У 2017 році Рустамлі став учасником у Республіканського пісенного фестивалю «Студентська весна», де посів друге місце. У 2019 році Надір знову взяв участь у цьому ж конкурсі й виграв його. У 2019 році співак представляв Азербайджан на Міжнародному пісенному конкурсі Youthvision, де зайняв друге місце з 21 країни.
У 2021 році Надір взяв участь в азербайджанській версії конкурсу Голос, де став переможцем.

### Пісенний конкурс Євробачення

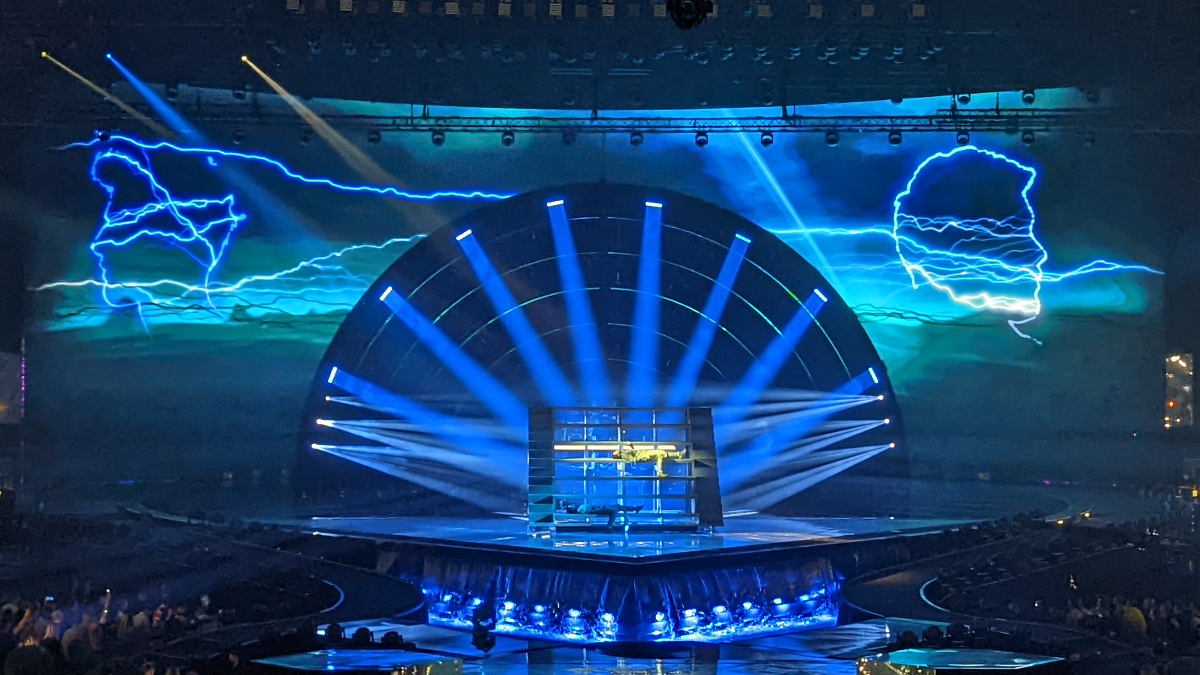
Виступ Надіра Рустамлі на Євробаченні 2022

У 2022 році був обраний представником Азербайджану на Пісенному конкурсі Євробачення з піснею "Fade to Black". Азербайджан потрапив до другого півфіналу, який проходив 12 травня 2022 року, де Надір Рустамлі виступив у другій половині шоу. Країна змогла кваліфікуватися до фіналу з 10 місця з 96 балами від журі та 0 — від глядачів. У фіналі Євробачення 2022 Надір досягнув 16 місця.